# Баззардс (залив)
Ба́ззардс (англ. Buzzards Bay) — мелководный залив Атлантического океана, расположенный на юго-востоке штата Массачусетс. Площадь поверхности — 650 км².
Площадь водосборного бассейна — 1123 км².

## География
Залив Баззардс ограничен с востока полуостровом Кейп-Код, с севера — побережьем округов Бристол и Плимут штата Массачусетс, на западе граничит с водами залива Наррагансет и пролива Род-Айленд, а с юга ограничен островами Элизабет. Длина залива 45 км при ширине около 12 км, и средней глубине 11 м.
С северо-востока залив Баззардс соединен с заливом Кейп-Код посредством канала Кейп-Код, открытого в 1914 году для сокращения водного пути из Бостона в Провиденс и Нью-Йорк. Ныне залив имеет большое значение для морских перевозок — примерно 14 тысяч торговых и прогулочных плавсредств проходит через канал ежегодно.
На западном берегу залива (к западу от канала Кейп-Код) многочисленные небольшие реки формируют приливные эстуарии.
Крупнейший город и порт на северо-западном побережье залива — Нью-Бедфорд, где начинается действие романа Германа Мелвилла «Моби Дик». Порт Нью-Бедфорд с 2000 года является крупнейшим рыбным портом США.

## История
Название заливу (буквально — «залив канюков») было дано английскими колонистами, которые обратили внимание на обилие хищных птиц, гнездившихся по берегам. На самом деле это были не канюки, а скопы.
В заливе Баззардс произошло первая морская стычка периода войны США за независимость, известная как сражение у Фэрхейвена. 14 мая 1775 года жители Дартмута, используя китобойное судно, вооружённый двумя маленькими пушками, сумели отбить два судна, ранее захваченных английским 14-пушечным шлюпом «Фалкон» (англ. HMS Falcon), а также впервые захватить в плен британских военных моряков.

## Охрана окружающей среды
В 1988 году в соответствии с Законом о чистой воде, Агентство по охране окружающей среды США и штат Массачусетс включили залив Баззард в Национальную программу эстуариев как «эстуарий национального значения», которому угрожают загрязнение или чрезмерное использование природных ресурсов.
Крупное загрязнение произошло 27 апреля 2003 года, когда разлилось не менее 300 т мазута, погибло около 500 птиц, пострадали запасы промысловых моллюсков, прежде всего морских гребешков; было загрязнено около 90 км побережья. Ликвидация последствий разлива мазута продолжалась несколько лет.